# Roccabernarda
Roccabernarda é uma comuna italiana da região da Calábria, província de Crotone, com cerca de 3.386 habitantes. Estende-se por uma área de 65 km², tendo uma densidade populacional de 52 hab/km². Faz fronteira com Caccuri, Cotronei, Cutro, Mesoraca, Petilia Policastro, San Mauro Marchesato, Santa Severina.

## Demografia
| Variação demográfica do município entre 1861 e 2011                               |
|                                                                                   |
| Fonte: Istituto Nazionale di Statistica (ISTAT) - Elaboração gráfica da Wikipedia |